# Alice Taverne
Alice Françoise Taverne, née le 23 mars 1904 à Balbigny et morte le 29 octobre 1969 à Ambierle, est une anthropologue française, collecteuse de coutumes et contes de sa région natale, le Forez.  Elle fonde en 1951 le Musée de la Paysannerie et de l'Artisanat forézien, renommé Musée Alice Taverne à sa mort.

## Biographie

### Enfance
Alice Françoise Taverne nait le 23 mars 1904 à Balbigny. Ses parents sont Gaspard-Louis Taverne, né à Ambierle (1875-1946) et Marie Brelaud (1876-1926,,).
Alice Taverne grandit à Paris où son père travaille au service des contentieux de la société ferroviaire P.L.M. Il étudie le vol des oiseaux et suit attentivement l'aventure des pionniers de l'aviation. Alice Taverne, délaissant les travaux d'aiguille auxquels l'initie sa mère, suit son père pour écouter des conférences et visiter des musées. Son rêve est de devenir cheffe d'orchestre ou astronome. Ses parents prennent peu au sérieux ses aspirations, et elle s'instruit par elle-même. Elle apprend le violon, le latin et un peu l'hébreu.

### Le retour à Ambierle
Après la mort de sa femme, Louis Taverne prend sa retraite. Il revient s'installer à Ambierle avec sa fille en 1930.
Après sa vie parisienne, ce petit village de province paraît à la jeune femme bien ennuyeux. Avec son père, elle participe en 1935  à des fouilles sur un site gallo-romain proche d'Ambierle. Ils rejoignent un groupe d'historiens locaux animé par Paul Fortier-Beaulieu, directeur des Tanneries roannaises et cheville ouvrière de la Société française des historiens locaux fondé en 1943. Ils publient cette même année des articles dans La Revue du Folklore. Alice Taverne commence un collectage sur les traditions et usages locaux, une collecte ethnographique d'objets et de récits s'appuyant sur les méthodes scientifiques d'Arnold Van Gennep : témoignages sur la vie domestique, les âges de la vie, les costumes, techniques apprises auprès de vieilles femmes qui sont leurs principales informatrices.
À la mort de son père en 1946, Alice Taverne vit un moment de dépression. Solitaire et originale, elle se méfie des politiques et des universitaires et se lance dans l'entreprise de la réalisation d'un musée dont elle rêve depuis longtemps. Dans la maison familiale s'entassent des objets en tous genres.

## Aventure muséale
Alice Taverne vend la maison familiale en 1950 et fait l'acquisition de l'immeuble des religieuses Saint-Charles. Elle y aménage deux pièces pour y vivre et imagine le musée reconstituant avec soin des intérieurs évoquant la vie des gens et différents corps de métiers (salle paysanne, salle bourgeoise, salle d'Auberge, Intérieur de la tailleuse, Chez Jean Gachet (chirurgien), Le Rebouteux, L'Oratoire, la Béate...). En 1951, une dizaine de salles sont déjà aménagées, et en 1952 le préfet de la Loire, monsieur Dumont, inaugure le « Musée de la Paysannerie et de l’Artisanat forézien » qui deviendra le « musée Alice Taverne » à la mort de sa fondatrice.
Elle collecte des contes et récits locaux en patois d'Ambierle (francoprovençal) sur le folklore du Forez, qui seront publiés après sa mort avec traduction française en regard,.
En 1978 est créé le CREMAT Le Centre de Recherches Ethnologiques du Musée Alice Taverne qui étudie, poursuit et publie les travaux initiés par Alice Taverne et en 1981, l'association des Amis du Musée Alice Taverne qui fait vivre le musée. En 1980 Anne Pons publie aux éditions Joël Cuénot La Maison des jours d'autrefois, qui retrace la vie d'Alice Taverne et décrit son musée tel qu'il se présente à la fin des années 1970. 
En 2021 une exposition est organisée pour les 70 ans du musée Alice Taverne, Cent Réserves, hommage à Alice et Louis Taverne pour présenter sa vie et son œuvre. À cette occasion, la compagnie professionnelle Les Farfadets crée le spectacle Les enquêtes d'Alice Taverne qui sera jouée au cours de 6 représentations en  juillet 2021 à Ambierle. Une interview filmée a été réalisée dans lequel Robert Bouiller, conservateur honoraire du musée d'Ambierle présente la vie d'Alice Taverne. Le réseau de musées en Roannais organise une conférence « Femmes remarquables dans l'histoire du Roannais » à l'Université de Roanne : Alice Taverne, France Matray, Yvonne Montet, Marguerite Gonon et Adrienne Picard.

## Publications posthumes
- « Le Noël de Fanchette » paru dans la Région Illustrée (1935, N°12, p 13-14) Louis et Alice Taverne (Nouvelle inspirée de la vie traditionnelle d'Ambierle)
- « Les animaux dans les traditions populaire du Forez » (1935, N°6, p-253-270)
- « Bornage des champs » (1940, N°11, p 72-74)
- « Les vendanges en Roannais » (1942, N°13, p. 97-105) Centre de recherches ethnologiques du Musée Alice Taverne, 1986

Robert Bouiller (né le 30 décembre 1935), proche d'Alice Taverne, cheville ouvrière de l'association des Amis du Musée Alice Taverne et conservateur du musée, a classé, transcrit, documenté et publié une partie des écrits, collectages et notes d'Alice Taverne :
- Coutumes et superstitions foréziennes, Ambierle, Éditions du Musée forézien, 1973
- Médecine populaire et sorcellerie en Roannais et Forez, Ambierle, Éditions du Musée forézien, 1976 ISSN 0338-8832
- Contes et récits d'Ambierle, Centre de recherches ethnologiques du Musée Alice-Taverne, coll. « Études et documents », 1986 (lire en ligne)
- Le parler d'Ambierle, Ambierle, Centre de recherches ethnologiques du musée Alice Taverne, 2022, ISSN 0292-6989